# Aerotaxi

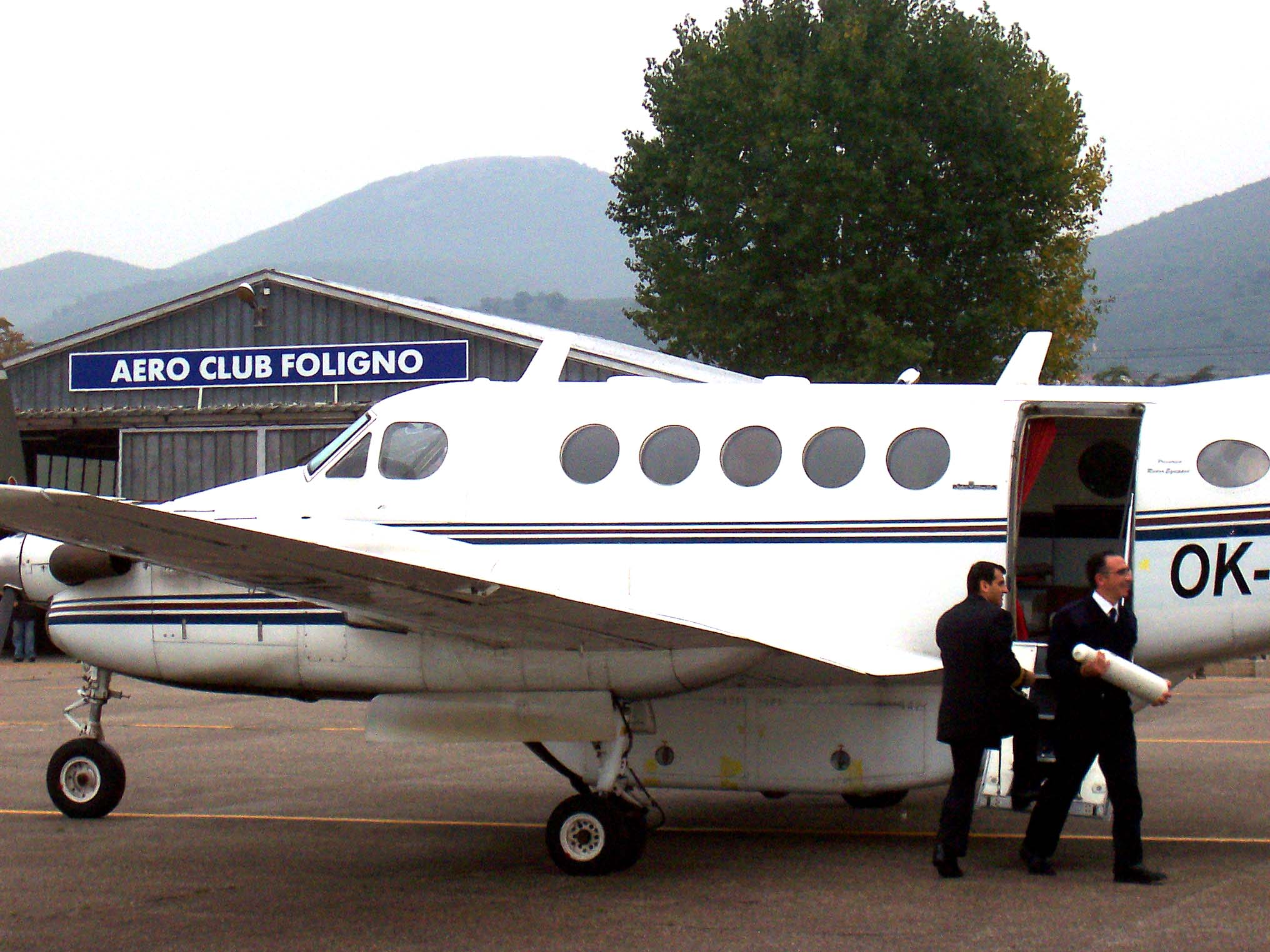
Aerotaxi sanitario all'Aeroporto di Foligno

Un aerotaxi o aerotassì è un volo charter passeggeri o merci che opera un servizio aereo su base on-demand. Un volo è definito charter solo se il numero di posti è superiore a 19, altrimenti si parla di servizio aerotaxi.

## Regolamento
Negli Stati Uniti, le operazioni aerotaxi e aerocharter sono disciplinate dal "FAR part 135" delle Federal Aviation Regulations (FAR), a differenza dei più grandi voli di linea che sono disciplinati dalle norme più severe del "FAR part 121".
Nell'ottobre 2023 è stato autorizzato dall'autorità per l'aviazione cinese l'EH216-S, il primo drone al mondo elettrico a due posti, a decollo verticale e senza pilota.
Il 31 ottobre 2023 l'Aeroporto di Lleida-Alguaire è stato il primo al mondo ad autorizzare il decollo e atterraggio per la logistica e il trasporto passeggeri di questi aerei senza pilota e manovrati da un centro di controllo remoto.

## Operatori
- Airstream Jets
- ImagineAir (defunto)
- Joby Aviation
- Propair

Roma e New York sono tra le prime città al mondo che entro il 2025 si apprestano ad avviare un servizio di aerotaxi a decollo verticale, elettrici e silenziosi. Le autorità nazionali competenti hanno rilasciato le relative autorizzazioni al volo.